# Galàxia lenticular

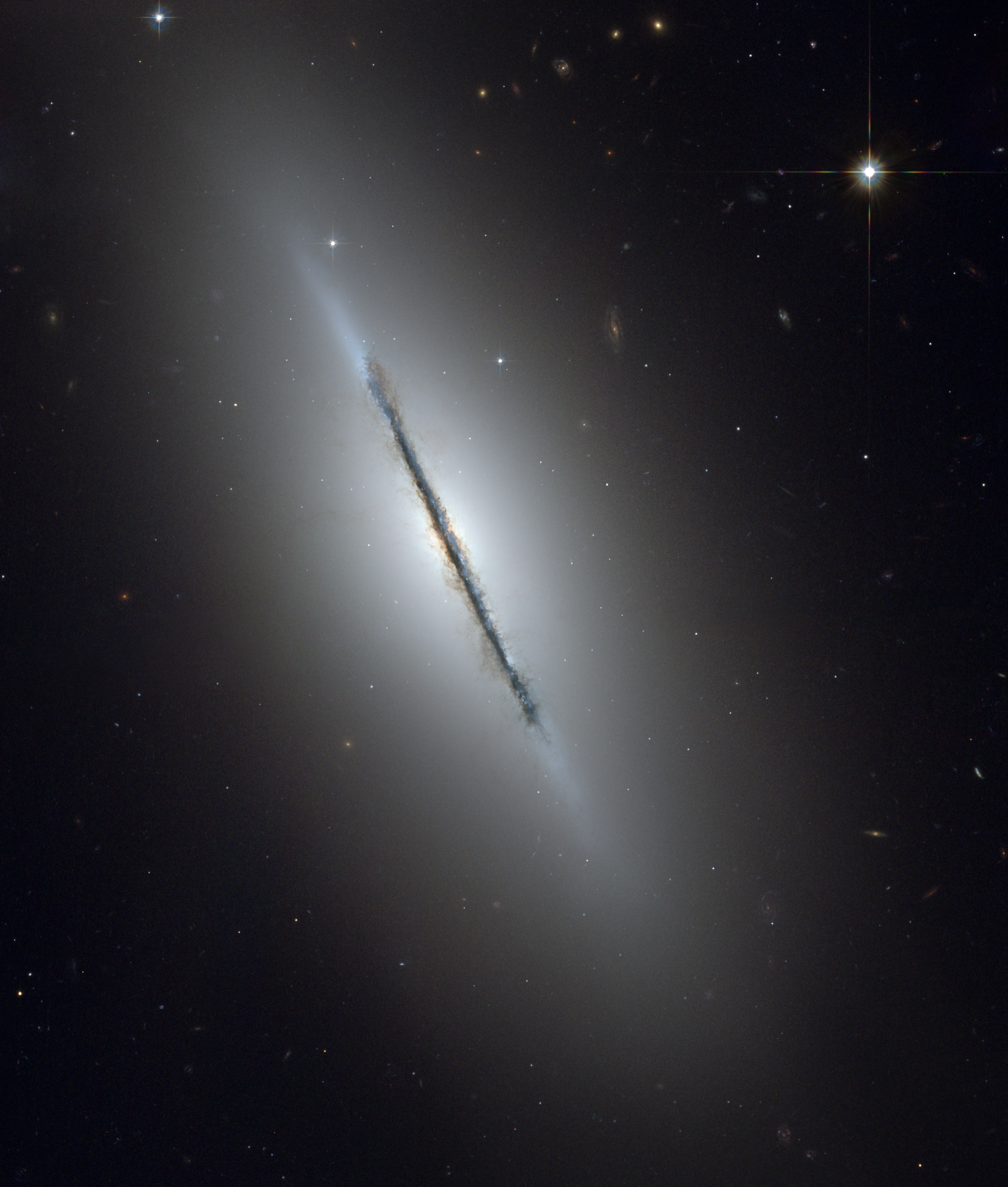
La (NGC 5866), una galàxia lenticular en la constel·lació del Dragó.

Una galàxia lenticular és un tipus de galàxia intermèdia entre una galàxia el·líptica i una galàxia espiral en la seqüència de Hubble. Les galàxies lenticulars són galàxies de disc (com galàxies espirals), que han gastat o perdut la seva matèria interestel·lar (com galàxies el·líptiques). Moltes vegades, resulta difícil distingir-les a causa de la inclinació i a la poca definició del seu braç espiral.

## Classificació
La classe S0 va ser definida per primera vegada per Edwin Powell Hubble el 1936 com una forma intermèdia entre les galàxies el·líptiques i les espirals; Gerard de Vaucouleurs va refinar posteriorment aquesta seqüència i s'hi classifiquen com: S0 (sense barra central), SAB0 (rudiment de barra central), i SB0 (amb barra central). A més, també es parla de: E/S0 (galàxies el·líptiques que recorden una lenticular), S0- (galàxies lenticulars molt semblants a una el·líptica), S00 (galàxies lenticulars amb certa estructura interna), i S0+ (pols present i en alguns casos entroncant amb les galàxies espirals (classificació mixta S0/a); les dues classificacions —segons presència o no de barra central i segons estructures visibles o no— es combinen entre si, igual que les que indiquen si hi ha anells o no (vegeu per a més, Seqüència de Hubble).
Un sistema de classificació d'aparició força recentment desenvolupat pels astrònoms John Kormendy i Ralf Bender és un molt similar a l'utilitzat per a les galàxies espirals segons la grandària del seu bulb central i que transcorre de manera paral·lela a la seqüència de les galàxies espirals; així es tenen les galàxies S0a-S0b-S0c (amb les gradacions intermèdies S0ab i S0bc), anàlogues a les classificacions Sa, Sab, Sb, Sbc, i Sc per a galàxies espirals i que entronquen amb les galàxies galàxies esferoidals nanes; aquest sistema també distingeix entre galàxies lenticulars amb o sense barra de la mateixa manera que es descriu a dalt.
Aquest esquema, obtingut a partir d'estudis realitzats de galàxies lenticulars situades al Cúmul de Verge, reforça la idea que les galàxies lenticulars i esferoïdals, almenys en cúmuls de galàxies rics, procedeixen de galàxies espirals i irregulars que han perdut la seva matèria interestel·lar com es detalla a continuació.
I les característiques de la classificació de les galàxies són el significat de cadascuna (S0 (sense barra central), SAB0 (rudiment de barra central), i SB0 (amb barra central). A més, també es parla de: E/ S0 (galàxies el·líptiques que recorden una lenticular), S0- (galàxies lenticulars molt semblants a una el·líptica), S00 (galàxies lenticulars amb certa estructura interna), i S0+ (pols present i en alguns casos entroncant amb les galàxies espirals —classificació mixta S0/a—).

## Morfologia i estructura

### Classificació

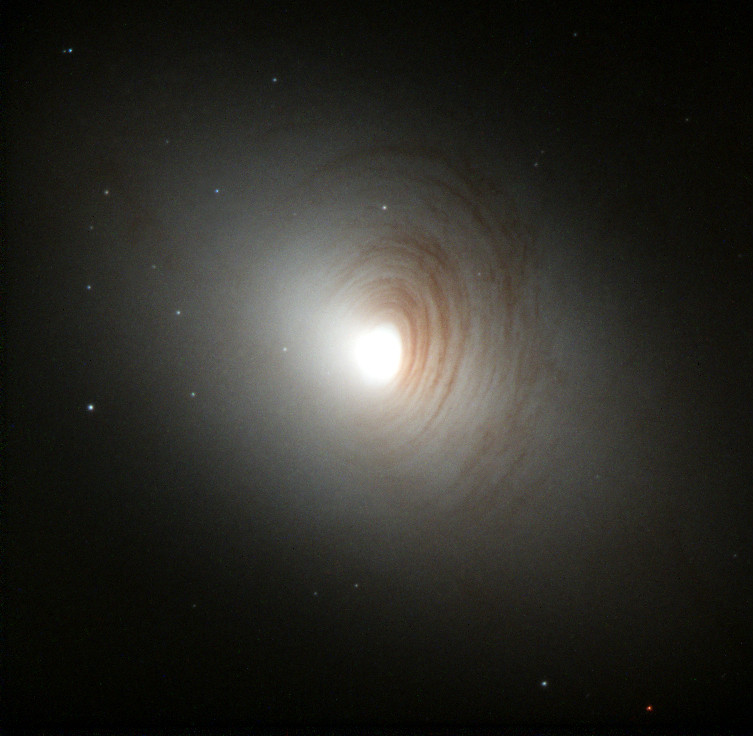
NGC 2787 és un exemple de galàxia lenticular amb absorció de pols visible. Encara que aquesta galàxia ha estat classificada com a galàxia S0, es pot apreciar la dificultat de diferenciar entre espirals, el·líptiques i lenticulars. Crèdit: HST.

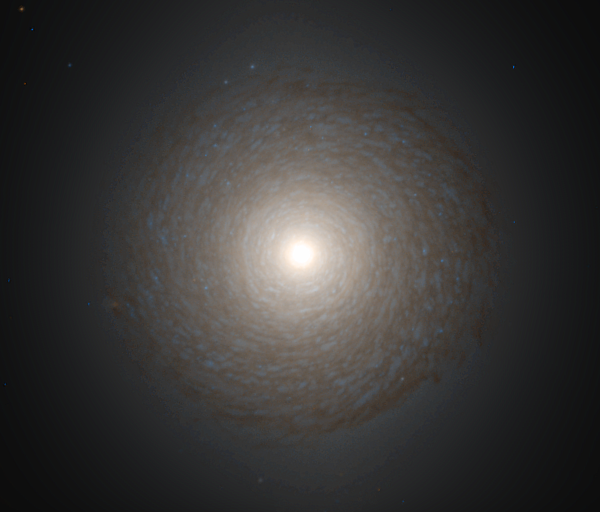
NGC 1387 té un gran anell nuclear. Aquesta galàxia és membre del cúmul de Fornax.

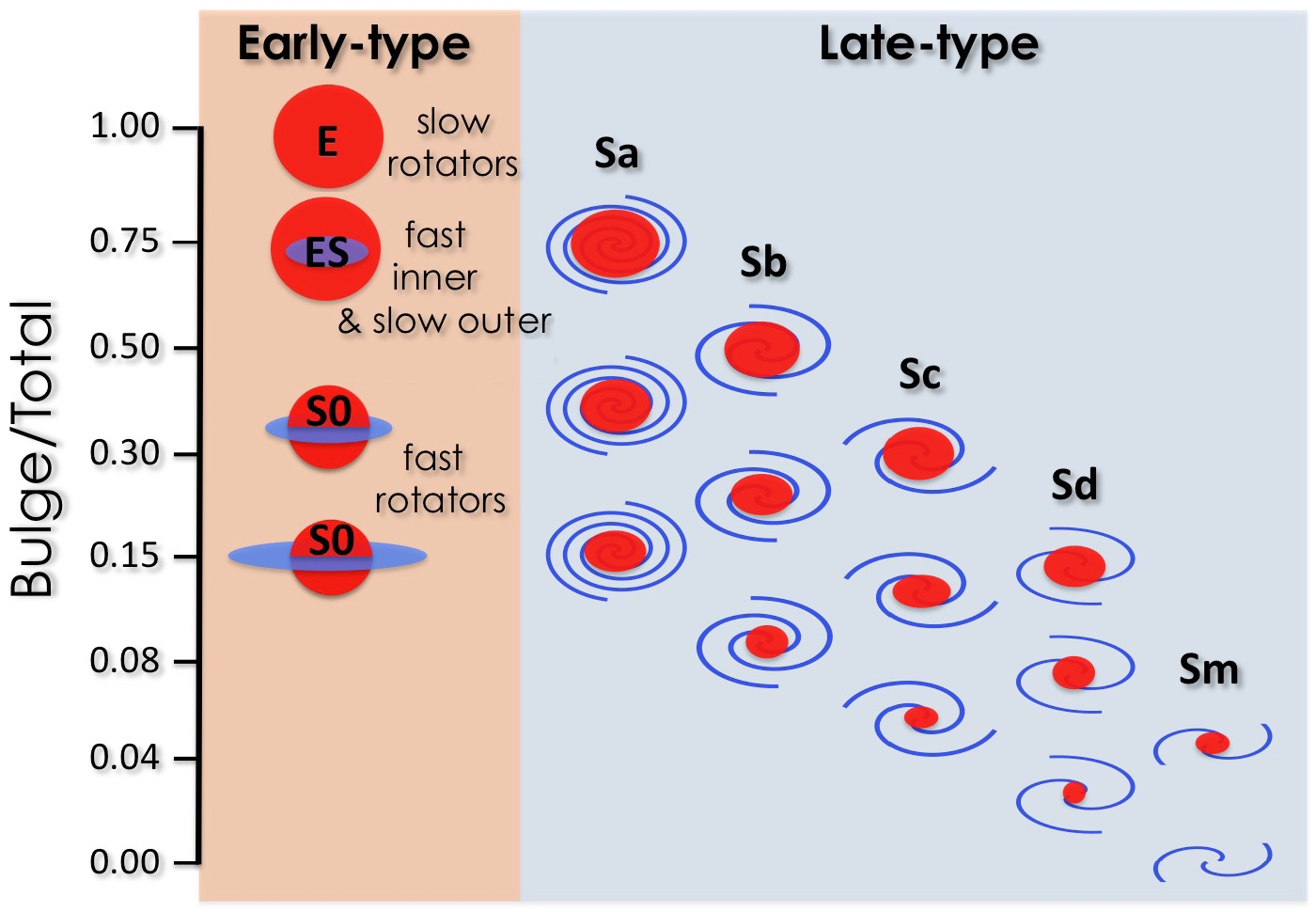
Quadrícula que mostra la ubicació de les galàxies de tipus primerenc (incloses les galàxies lenticulars S0) en relació amb les galàxies espirals de tipus tardà. L'eix horitzontal mostra el tipus morfològic, dictat principalment per la naturalesa dels braços espirals.

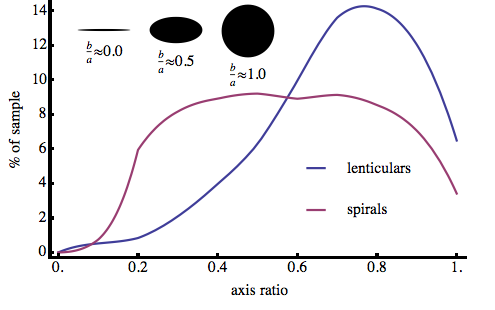
El percentatge de galàxies amb una determinada relació d'eixos (menor/major) per a una mostra de galàxies lenticulars i espirals. El requadre és una representació visual del perfil de qualsevol de les relacions entre els eixos menor (b) i més gran (a).

Les galàxies lenticulars són úniques perquè tenen un component de disc visible i un component de protuberància prominent. Tenen una relació protuberància-disc molt més gran que les espirals típiques i no tenen l'estructura canònica de braços espirals de les galàxies de tipus tardà, encara que poden mostrar una barra central. Aquesta dominància de la protuberància es pot veure en la distribució de la relació d'eixos (és a dir, la relació entre els eixos menor i més gran observats en una galàxia de disc) d'una mostra de galàxies lenticulars. La distribució de les galàxies lenticulars augmenta de forma constant a l'interval de 0,25 a 0,85, mentre que la distribució de les espirals és essencialment plana en aquest mateix interval. Les relacions axials majors es poden explicar observant galàxies de disc de front o tenint una mostra de galàxies esferoïdals (dominades pel bulb). Imagina que observes dues galàxies de disc de cant, una amb protuberància i una altra sense protuberància. La galàxia amb una protuberància prominent tindrà una relació axial de vora més gran que la galàxia sense protuberància, segons la definició de relació axial. Per tant, una mostra de galàxies de disc amb components esferoïdals prominents tindrà més galàxies amb relacions axials més grans. El fet que la distribució de galàxies lenticulars augmenti en augmentar la relació axial observada implica que les lenticulars estan dominades per un component central amb protuberància.
Sovint es considera que les galàxies lenticulars constitueixen un estat de transició poc conegut entre les galàxies espirals i les el·líptiques, cosa que es tradueix en la seva ubicació intermèdia a la seqüència de Hubble. Això és degut al fet que les lenticulars tenen components prominents tant al disc com al bulb. El component del disc sol mancar de característiques, cosa que impedeix un sistema de classificació similar al de les galàxies espirals. Com que la protuberància sol ser esfèrica, tampoc es poden classificar com a galàxies el·líptiques. Per tant, les galàxies lenticulars es divideixen en subclasses segons la quantitat de pols present o la prominència d'una barra central. Les classes de galàxies lenticulars sense barra són S01, S02, i S03 on els números amb subíndex indiquen la quantitat d'absorció de pols al component del disc; les classes corresponents per a les lenticulars amb barra central són SB01, SB02, i SB03.

### Descomposició de Sèrsic
Els perfils de brillantor superficial de les galàxies lenticulars estan ben descrits per la suma d'un model de Sèrsic per a la component esferoïdal més un model exponencialment decreixent (índex de Sèrsic de n ≈ 1) per al disc, i sovint una tercera component per a la barra. De vegades s'observa un truncament als perfils de brillantor superficial de les galàxies lenticulars a ~ 4 longituds d'escala del disc. Aquestes característiques són consistents amb l'estructura general de les galàxies espirals. No obstant això, el component del bulb de les lenticulars està més estretament relacionat amb les galàxies el·líptiques en termes de classificació morfològica. Aquesta regió esferoïdal, que domina l'estructura interna de les galàxies lenticulars, té un perfil de brillantor superficial més pronunciat (l'índex de Sèrsic sol oscil·lar entre n = 1 i 4) que el component del disc. Les mostres de galàxies lenticulars es distingeixen de la població de galàxies el·líptiques sense disc (excloent-hi els petits discos nuclears) mitjançant l'anàlisi dels seus perfils de brillantor superficial.
Encara que la forma de les galàxies lenticulars no varia tant com en les galàxies en espiral, poden dividir-se en una sèrie de subclasses basades en la seva aparença. Aquestes són algunes d'aquestes subclasses:

### Barres
En el sistema de classificació de Vaucouleurs, les galàxies lenticulars poden dividir-se en subclasses basant-se en la presència o absència d'una estructura de barra central. La denominació SAO s'usa per a galàxies lenticulars sense barra aparentment. La SBO s'usa per a les galàxies amb una nítida barra. La denominació SABO n'és una classificació intermèdia i la podríem definir com galàxies amb una barra feble.

### Anell interior i subtipus en forma de S
Les galàxies lenticulars amb anell interior s'anomenen (S0(r)), les que tenen forma de S a (S0(s)) i les que tenen formes intermèdies (S0(rs)). No obstant això, aquestes designacions van ser definides en un principi per a galàxies en espiral, i trobar objectes que representin algunes d'aquestes classes és molt difícil.

### Contingut

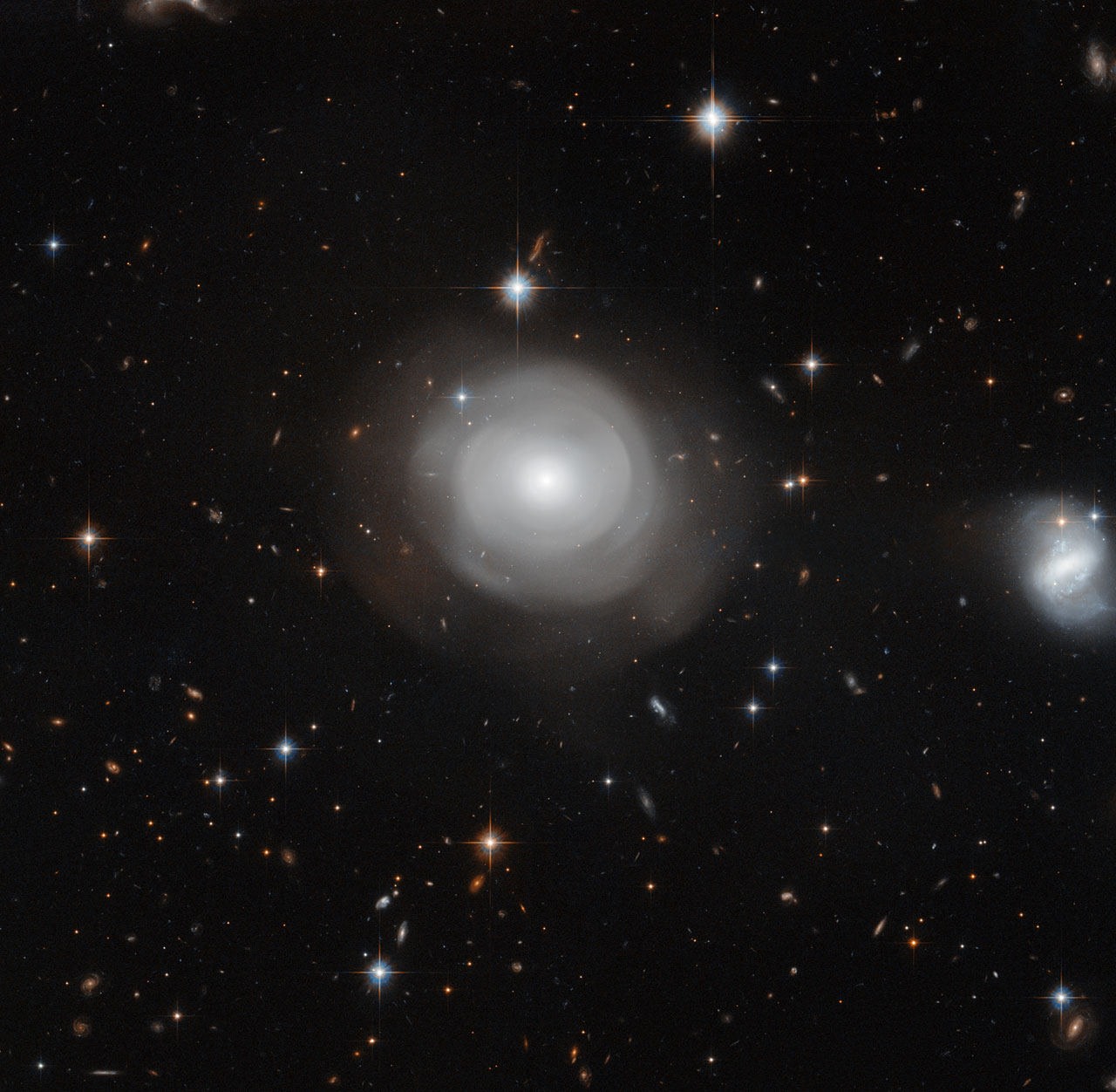
Imatge del Hubble d'ESO 381-12.

En molts aspectes, la composició de les galàxies lenticulars és similar a la de les el·líptiques. Per exemple, en totes dues predominen les estrelles més velles i, per tant, més vermelles. Es creu que totes les estrelles tenen més de mil milions d'anys, d'acord amb el seu desplaçament a partir de la relació Tully-Fisher (vegeu més endavant). A més d'aquests atributs estel·lars generals, els cúmuls globulars es troben més sovint en galàxies lenticulars que en galàxies espirals de massa i lluminositat similar. També tenen poc o cap gas molecular (per això manca formació estel·lar) i cap emissió significativa d'hidrogen α o 21-cm. Finalment, a diferència de les el·líptiques, encara poden posseir una quantitat significativa de pols.

## Cinemàtica

### Dificultats i tècniques de mesura

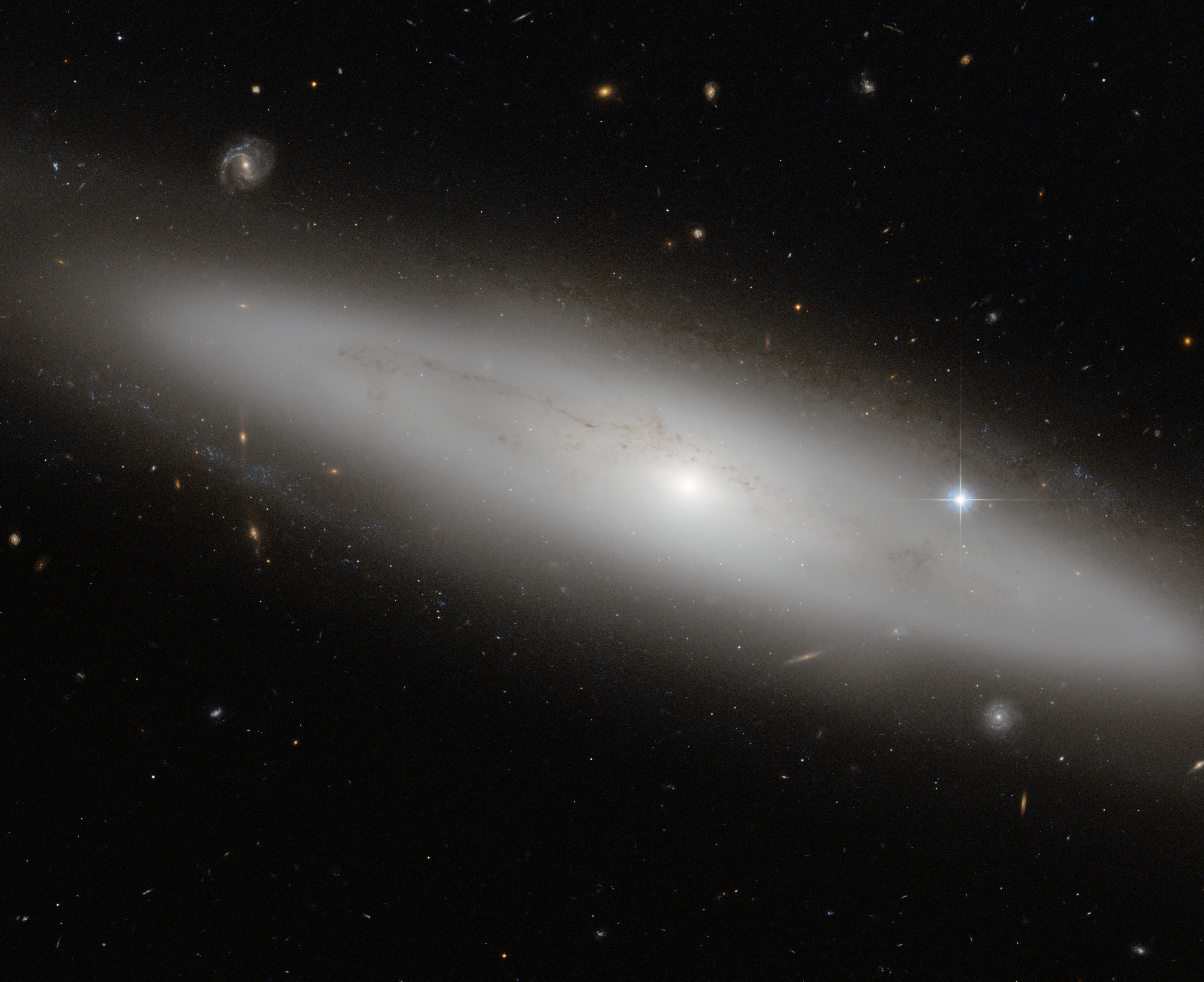
NGC 4866 és una galàxia lenticular situada a la constel·lació de Verge.

Les galàxies lenticulars comparteixen propietats cinemàtiques tant amb les galàxies espirals com amb les el·líptiques. Això és degut a la important naturalesa de protuberància i disc de les lenticulars. El component de protuberància és similar al de les galàxies el·líptiques en el sentit que està suportat per una dispersió de velocitat central. Aquesta situació és anàloga a la d‟un globus, on els moviments de les partícules d‟aire (estrelles en el cas d‟una protuberància) estan dominats per moviments aleatoris. Tot i això, la cinemàtica de les galàxies lenticulars està dominada pel disc recolzat en la rotació. El suport de rotació implica que el moviment circular mitjà de les estrelles al disc és responsable de l'estabilitat de la galàxia. Així, la cinemàtica s'utilitza sovint per distingir les galàxies lenticulars de les el·líptiques. La distinció entre galàxies el·líptiques i lenticulars sol basar-se en els mesuraments de la dispersió de la velocitat (σ), la velocitat de rotació (v) i l'el·lipticitat (ε). Per diferenciar entre lenticulars i el·líptiques, se sol observar la relació v/σ per a una ε fixa. Per exemple, un criteri aproximat per distingir entre galàxies lenticulars i el·líptiques és que les galàxies el·líptiques tinguin v/σ < 0,5 per ε = 0,3. La motivació d'aquest criteri és que les galàxies lenticulars tenen components prominents de protuberància i disc, mentre que les galàxies el·líptiques no tenen estructura de disc. Així, les lenticulars tenen relacions v/σ molt més grans que les el·líptiques a causa de les seves velocitats de rotació no menyspreables (degudes al component de disc), a més de no tenir un component de protuberància tan prominent en comparació amb les galàxies el·líptiques. No obstant això, aquest enfocament que utilitza una única relació per a cada galàxia és problemàtic a causa de la dependència de la relació v/σ del radi fins al qual es mesura en algunes galàxies de tipus primerenc. Per exemple, les galàxies ÉS que formen un pont entre les galàxies E i S0, amb els seus discos d'escala intermèdia, tenen una relació v/σ alta en radis intermedis que després baixa a una relació baixa en radis grans.
La cinemàtica de les galàxies de disc sol determinar-se mitjançant línies d'emissió Hα o de 21 cm, que no solen estar presents a les galàxies lenticulars a causa de la seva falta general de gas fred, per tant, la informació cinemàtica i les estimacions aproximades de la massa de les galàxies lenticulars solen procedir de les línies d'absorció estel·lar, que són menys fiables que els mesuraments de les línies d'emissió. També és molt difícil obtenir velocitats de rotació precises per a les galàxies lenticulars. Aquests efectes fan que els mesuraments cinemàtics de les galàxies lenticulars siguin considerablement més difícils que les de les galàxies de disc normals.

### Desplaçament de la relació Tully-Fisher

Aquest gràfic il·lustra la relació Tully-Fisher per a una mostra de galàxies espirals (negre) i una mostra de galàxies lenticulars (blau) Es pot veure com la línia de millor ajust per a galàxies espirals difereix de la línia de millor ajust per a galàxies lenticulars.

La connexió cinemàtica entre galàxies espirals i lenticulars és més clara quan s'analitza la relació Tully-Fisher per a mostres espirals i lenticulars. Si les galàxies lenticulars són un estadi evolucionat de les galàxies espirals, aleshores haurien de tenir una relació Tully-Fisher similar a la de les espirals, però amb un desplaçament a l'eix lluminositat/magnitud absoluta. Això és degut al fet que les estrelles més brillants i vermelles dominen les poblacions estel·lars de les lenticulars. Un exemple d'aquest efecte es pot veure al gràfic adjacent, on s'aprecia clarament que les línies de millor ajust per a les dades de les galàxies espirals i les galàxies lenticulars tenen el mateix pendent (i, per tant, segueixen la mateixa relació Tully-Fisher), però estan desfasades en ΔI ≈ 1,5. Això implica que les galàxies lenticulars són més lluminoses que les espirals. Això implica que les galàxies lenticulars van ser al seu dia galàxies espirals, però ara estan dominades per estrelles velles i vermelles.

## Origen
Les galàxies lenticulars solen abundar en cúmuls de galàxies rics, en detriment de les galàxies espirals, i pel que sembla van ser en temps galàxies espirals que van perdre el seu gas per fregament amb el gas intergalàctic calent que omple l'espai intergalàctic i/o per interaccions gravitatòries amb altres galàxies (patint a causa dels segons brots estel·lars que contribuirien a la pèrdua del seu mitjà interestel·lar i a l'augment de la seva bulb central); dues formes intermèdies (que potser siguin el mateix objecte) entre ambdues són les galàxies anèmiques galàxies espirals anèmiques, amb menys matèria interestel·lar i formació estel·lar que una galàxia espiral equivalent i les galàxies espirals passives, amb estructura espiral, però amb molt poca o cap formació estel·lar; una altra proposta que també s'ha fet, sobre la base de simulacions matemàtiques, és que les galàxies lenticulars són el producte de la fusió entre dues galàxies espirals de masses desiguals i riques en gas.
En altres casos —galàxies lenticulars situades no en cúmuls galàctics rics o aïllades—, poden haver-se convertit en aquest tipus de galàxia en haver esgotat la seva matèria interestel·lar. No obstant això, i encara que cada vegada hi hagi més evidències a favor que les galàxies lenticulars existents en cúmuls de galàxies poden haver sorgit a partir de galàxies espirals, la gènesi d'aquests objectes, en particular dels més massius, continua sent un problema obert; de fet, per exemple també s'ha suggerit que la majoria de les galàxies lenticulars poden haver estat com són ara des del seu naixement —experimentant de tant en tant brots de formació estel·lar, en comptes de galàxies espirals que han perdut el seu mitjà interestel·lar.
El Catàleg Messier inclou alguns bons exemples d'aquesta classe de galàxies, per exemple M84 i M85. Un altre excel·lent exemple d'aquest tipus de galàxies és NGC 3115.